# لويال وندروود
لويال وندروود (بالإنجليزية: Loyal Underwood)‏ هو ممثل أمريكي، ولد في 6 أغسطس 1893 في الولايات المتحدة، وتوفي في 30 سبتمبر 1966 بلوس أنجلوس في الولايات المتحدة. بدأ مشواره المهني سنة 1916.

## أعمال

### أفلام
- (1917) المهاجر
- (1919) يوم المتعة

## وصلات خارجية
- لويال وندروود على موقع IMDb (الإنجليزية)
- لويال وندروود على موقع قاعدة بيانات الأفلام السويدية (السويدية)
- لويال وندروود على موقع قاعدة بيانات الفيلم (الإنجليزية)